# Kai Lorenz
Kai Lorenz (* 1966/1967 in Neumünster) ist ein ehemaliger deutscher Basketballfunktionär.

## Leben
Lorenz, der eine Lehre zum Groß- und Außenhandelskaufmann absolvierte, spielte sieben Jahre lang für die American-Football-Mannschaft der Kiel Baltic Hurricanes, musste seine sportliche Laufbahn jedoch aufgrund eines Kreuzbandrisses beenden. Beruflich wurde er bei der in München ansässigen Fernsehproduktionsgesellschaft Plazamedia tätig. Anfang April 2001 trat er das Manageramt beim Basketball-Bundesligisten BCJ Hamburg an. Ende August 2001 endete seine Dienstzeit bei dem Basketballverein, der nach dem Bundesliga-Abstieg keinen hauptamtlichen Manager mehr bezahlen konnte.